# Cambridge University Heraldic & Genealogical Society
Die Cambridge University Heraldic & Genealogical Society ist eine britische heraldische und genealogische Gesellschaft.

## Mitglieder
Mitglieder sind fast ausschließlich Absolventen und Professoren der Cambridge University. Daneben gibt es auch Mitglieder aus anderen  Universitäten.

## Publikationen
Die Gemeinschaft verlegt folgende Publikationen:
- The Escutcheon
- The Cambridge Armorial

## Bekannte Mitglieder und Gäste
- Sir Alexander Colin Cole, Garter Principal King of Arms.
- Michael Maclagan, Richmond Herald und Lord Mayor of Oxford.
- Sir Conrad Marshall John Fisher Swan, Garter King of Arms.
- Wilfrid Scott-Giles, Fitzalan Pursuivant Extraordinary und Autor.
- John Brooke-Little, Clarenceux King of Arms und Gründungspräsident der Heraldry Society.
- Hubert Chesshyre, Clarenceux King of Arms.
- Jonathan Riley-Smith, Dixie Professor of Ecclesiastical History.
- Cecil Humphery-Smith, Gründungspräsident des Institute of Heraldic and Genealogical Studies.
- Sir Peter Gwynn-Jones, Garter Principal King of Arms.
- Rodney Dennys, Somerset Herald und High Sheriff of East Sussex.
- Bobby Milburn, Anglikanischer Priester und Dean of Worcester.
- John George, Officer of Arms in the Court of the Lord Lyon.
- Sedley Andrus, Lancaster Herald.
- Patric Laurence Dickinson, Clarenceux King of Arms.
- Sir Henry Paston-Bedingfeld, 10th Baronet und Norroy and Ulster King of Arms, sowie Master der Worshipful Company of Scriveners.
- Thomas Woodcock, Garter King of Arms.
- Prinz Tomislav von Jugoslawien.
- Prinz Michael of Kent.
- Sir Malcolm Innes of Edingight, Lord Lyon King of Arms.
- Timothy Duke, Norroy and Ulster King of Arms.
- Marjorie Chibnall, Historikerin und Professorin.
- Alastair Lorne Campbell of Airds, Unicorn Pursuivant.
- Maurice Couve de Murville, Erzbischof von Birmingham.
- Alastair Bruces of Crionaich, Fitzalan Pursuivant Extraordinary sowie Historiker.
- Sir John Hamilton Baker QC, Jurist und Professor.
- Robert Shirley, 13th Earl Ferrers.
- Lord Robert Balchin, Baron von Lingfield, Erziehungswissenschaftler und Professor.
- Clive Cheesman, Richmond Herald.
- David Sellar, Lord Lyon King of Arms.